# Landskrona
Landskrona és una ciutat de Suècia, cap de districte del Municipi de Landskrona al comtat d'Escània. Hi viuen 28.670 persones.

## Personatges il·lustres
- Allvar Gullstrand (1862-1930) oftalmòleg, Premi Nobel de Medicina o Fisiologia de l'any 1911.

## Galeria fotogràfica

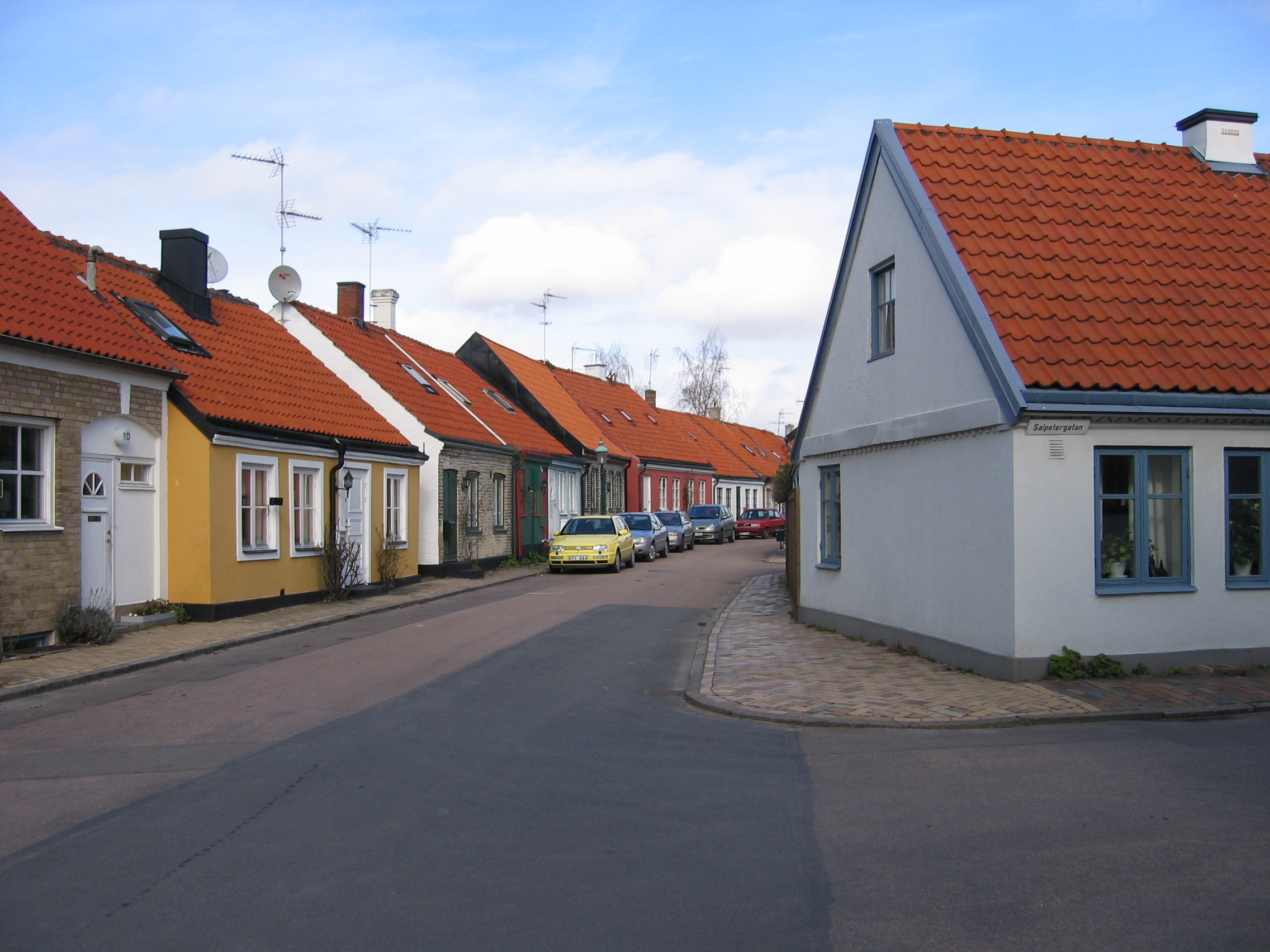
Barri a Landskrona
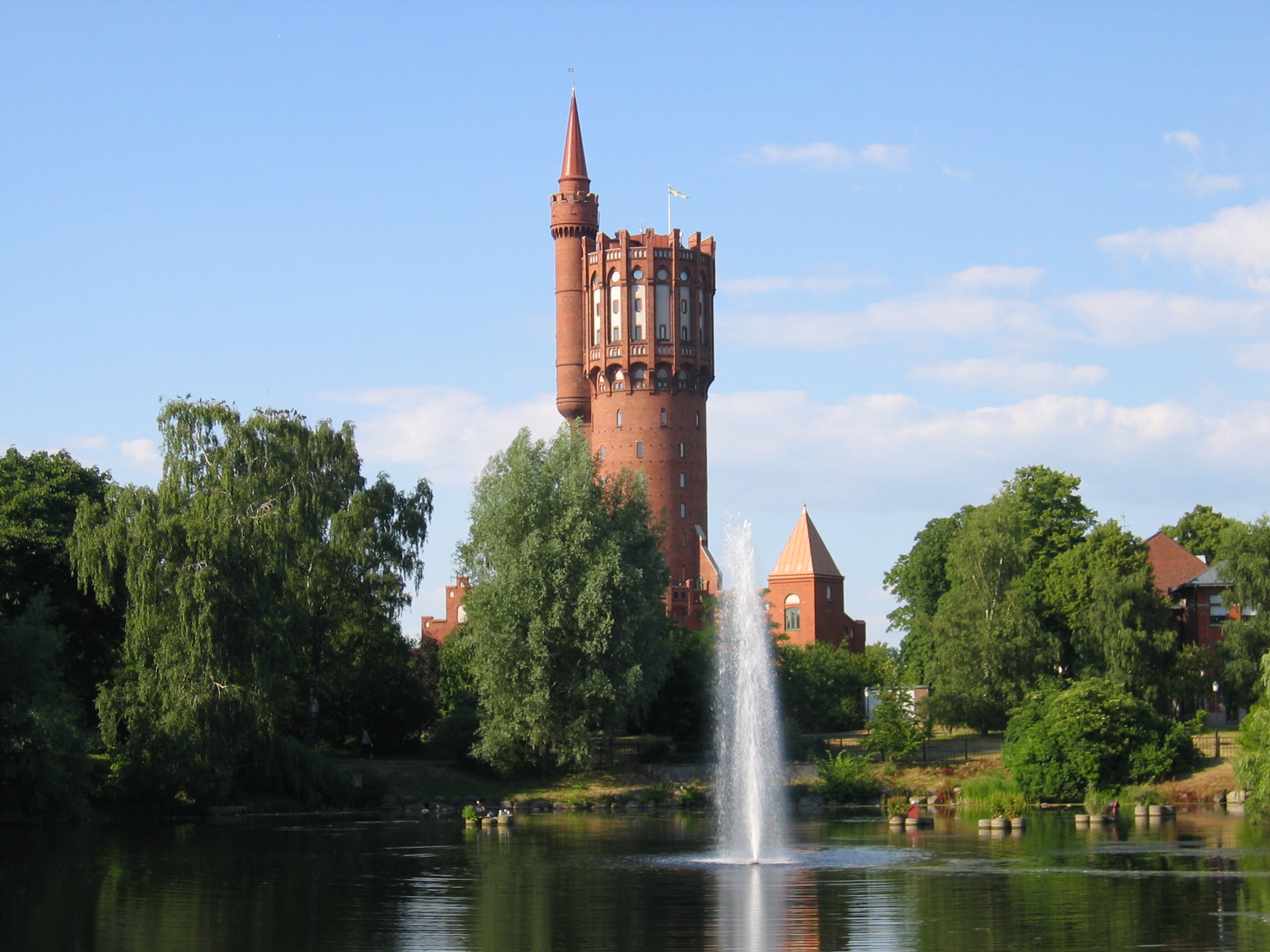
Landskrona és cèlebre pels seus parcs i bonics edificis. La imatge mostra el llac de Sant Olof i l'antiga torre de l'aigua.
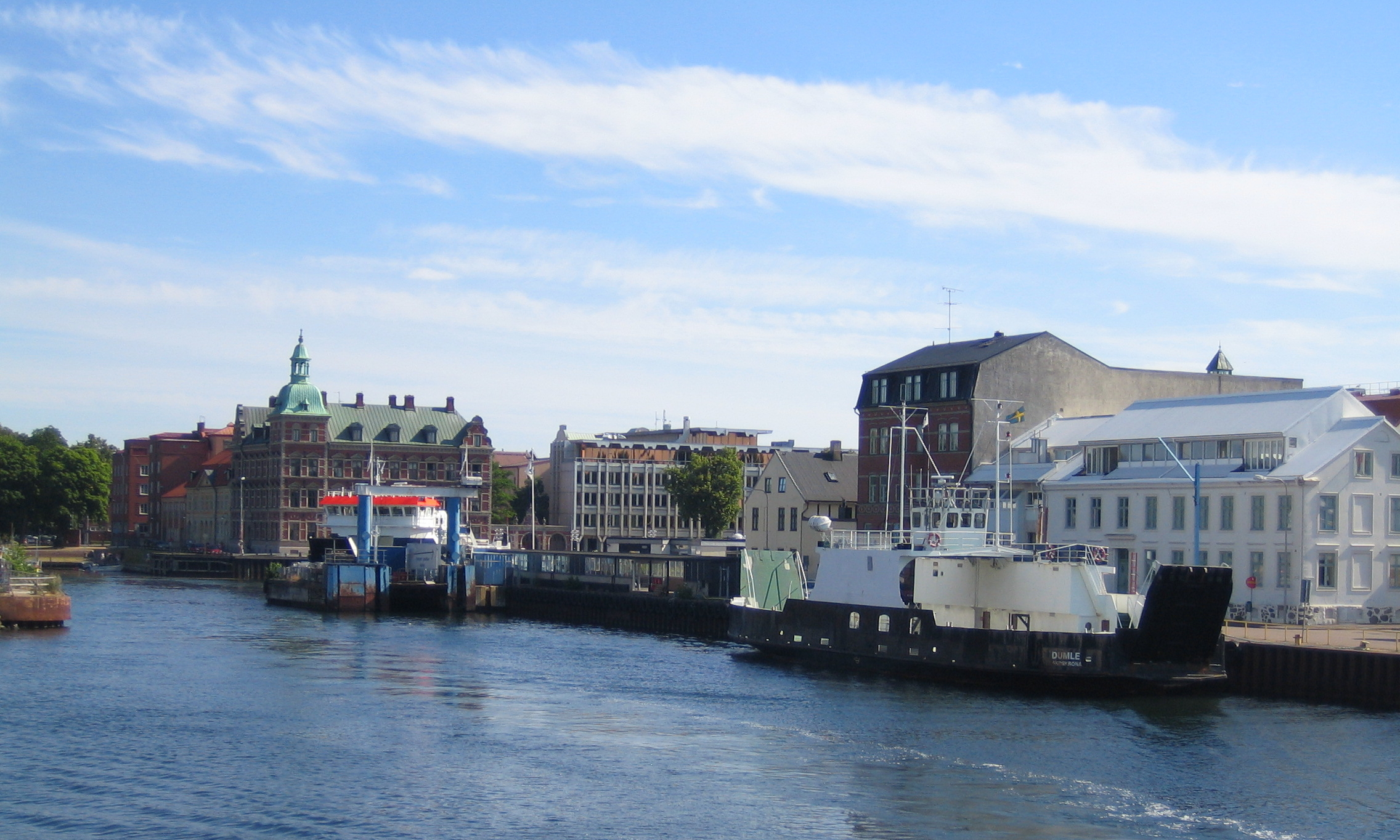
Port de Landskrona